# Catechismus Catholicorum (Iscige pammacischen)

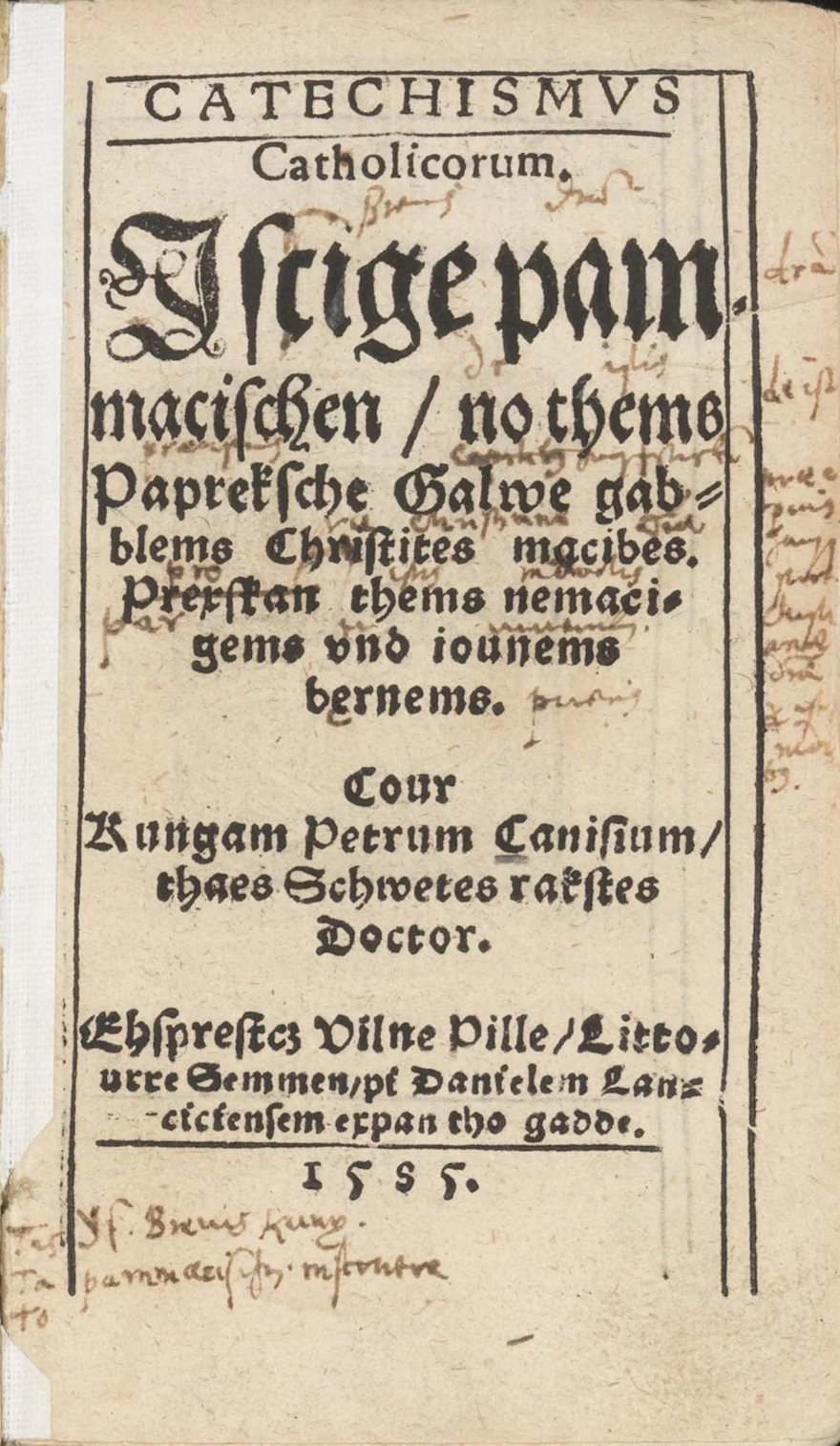
Strona tytułowa

Catechismus Catholicorum = Iscige pammacischen… – łotewskojęzyczny przekład katolickiego „małego” katechizmu Piotra Kanizjusza pt. Parvus catechismus catholicorum, wydany w Wilnie w 1585 roku przez Daniela Łęczyckiego; najstarsza zachowana drukowana książka z tekstem w języku łotewskim.

## Historia
Pełny tytuł dzieła brzmi: Catechismus Catholicorum = Iscige pammacischen, no thems Papreksche Galwe gabblems Christites macibes. Prexstan thems nemacigems und iounems bernems (pol. Katechizm katolicki: krótka nauka o pierwszych ważnych działach nauki chrześcijańskiej dla niewykształconych i małych dzieci). Publikacja została wydana w Wilnie w 1585 roku przez Daniela Łęczyckiego. Nakład jak na ówczesne czasy był dość wysoki i wynosił 1002 egzemplarze. Wydanie to jest uważane za pierwszą „narodową” książkę w języku łotewskim i najstarszą zachowaną książkę w tym języku (najstarszy druk w języku łotewskim wydano w 1525 roku, ale nie zachował się i zaginął w okresie Reformacji, innym przykładem jest tłumaczenie hymnu autorstwa Nikolausa Ramma z 1530 roku, natomiast pierwsza książka po łotewsku wydana na terytorium Łotwy pochodzi z 1615 roku i jest to kościelny manuał).
Jedyny kompletny egzemplarz posiada Biblioteka Uniwersytecka w Uppsali (sygnatura USTC 6911452), na który natrafiono w 1911 roku. Jeden z egzemplarzy posiada także Biblioteka Uniwersytecka w Warszawie, polska kopia jest jednak zdefektowana i została wyklejona z oprawy książki De re militari veterum Romanorum Giovanniego Valtriniego z 1597 roku, odkrył ją Kazimierz Piekarski w 1931 roku.
Publikacji została poświęcona wystawa w Bibliotece Narodowej Łotwy w 2021 roku, gdzie prezentowano oryginalny egzemplarz z biblioteki w Uppsali, wystawa wywołała mieszane reakcje – część odwiedzających uważała, że książka powinna pozostać na Łotwie, a także twierdzono, że katechizm jako taki stanowił narzędzie kolonizacji.

## Treść i przeznaczenie
Publikacja zawiera łotewskojęzyczny przekład katolickiego „małego” katechizmu jezuity Piotra Kanizjusza, którego autorem jest prawdopodobnie Erdmann Tolgsdorf. Kanizjusz napisał trzy wersje katechizmu, podstawą przekładu było dzieło pt. Parvus catechismus catholicorum, wydane po raz pierwszy w 1558 roku. Tekst został zapisany w dialekcie środkowołotewskim, niemieckie spółgłoski zwarto-szczelinowe „z” lub „tz” zostały oddane jako „c”. Przekład pochodzi prawdopodobnie z seminarium interpretum założonego w Dorpacie w 1585 roku. Publikacja ma około 35 stron. Książka była adresowana do uczniów kolegium jezuickiego w Rydze oraz do dzieci, które kształcili misjonarze na wsiach. Na jednej z kopii zachował się wpis na stronie przedtytułowej o treści Catechismus Curlandicus – być może książka miała dotrzeć także do Łotyszy z Kurlandii. Książka mogła przydawać się jezuitom w działaniach kontrreformacyjnych.